# Приложения на двигателя на Стърлинг
Приложенията на двигателя на Стърлинг варират от механично задвижване през нагряване и изстудяване до системи за генериране на електричество. Стърлинговият двигател е топлинен двигател, който циклично свива и разширява въздух или друг газ (работен флуид) при различна температура, така че да се получи нетно преобразуване на топлина в механична работа. Цикълът на Стърлинг може да се прилага и на обратно, като с механична енергия обменът на топлина се насочва в определена посока (топлинна помпа или хладилник).
Съществуват различни конфигурации на Стърлинговия двигател, но много от тях изискват уплътнение, което трябва да се плъзга или върти. Това води до загуби от триене или утечка на флуида. Възможно е да се сглоби херметически уплътнен вариант без бутало, което намалява загубите при триене и напълно премахва загубите на флуид. Например, Стърлинговият охладител без бутало (Free Piston Stirling Cooler) превръща електрическата енергия в практична топлинна помпа, която се използва в преносими хладилници и фризери. Обратно, възможно е да се сглоби електрически генератор без бутало, който превръща топлината в механична енергия, а след това в електричество. И в двата варианта енергията се преобразува с помощта на магнитно поле, така че да не се наруши херметичността.

## Механично задвижване

### Автомобилни двигатели
Често се твърди, че Стърлинговите двигатели не се широко приложими в автомобилите, защото имат прекалено ниско съотношение между мощност (тяга) и тегло, прекалено висока цена и прекалено дълго време за стартиране. Освен това имат прекалено сложни и скъпи топлообменници. Един Стърлингов двигател отделя два пъти повече топлина в сравнение с дизелов двигател или двигател с вътрешно горене. Нагревателят трябва да бъде изработен от неръждаема стомана, специална сплав или керамика, за да поддържа високите температури, необходими за висока мощност, и трябва да използва водород за повече мощност. Основните трудности при прилагане на Стърлингови двигатели в автомобилите са свързани с времената за техния старт, спиране и ускорение, както и с теглото им, като не всички са намерили решение.
Съществуват идеи за модификация, основани на двигател с вътрешно горене със странична горивна камера, които дават надежди за преодоляване на проблемите с мощността и с бавното ускорение.
Автомобили, задвижвани само от Стърлингов двигател, са разработвани в тестови проекти на НАСА (MOD I и MOD II), по-ранни проекти на Ford Motor Company с двигатели на Philips, както и в експериментални модели на American Motors. Натрупаният опит показва, че Стърлинговият двигател може да подобри работната ефективност на превозните средства, но само ако към него не се прилагат преки изисквания за задвижваща мощност, а директната механична връзка между двигател и тяга, характерна за повечето съвременни превозни средства се елиминира. Неговата основна функция би могла да бъде да осигурява електричество за задвижване на тягови мотори и да зарежда буферна батерия, например в електрически или хибридни превозни средства.

### Електрически автомобили
Стърлинговият двигател като част от хибридна електрическа система може да заобиколи някои от трудностите, свързани с недостатъците им при прилагане в нехибридни автомобили. През ноември 2007 г. в проекта Precer Bioracer в Швеция е разработен прототип на хибриден автомобил, който използва твърдо биогориво и Стърлингов двигател.

### Авиационни двигатели
Стърлинговите двигатели теоретично биха могли да намерят употреба и в авиацията, ако могат да бъдат постигнати висока мощност и ниска цена. Те са по-тихи, замърсяват по-малко, стават по-ефективни на по-голяма надморска височина поради по-ниската околна температура, по-надеждни са поради нуждата от по-малко части и липсата на система за запалване. Стърлинговият двигател има по малка мощност на кубичен метър от алтернативите (например двигател с вътрешно горене или газова турбина с Брайтънов цикъл).
Първият Стърлингов двигател за летене е създаден през 1986 г., тежи 360 g и произвежда само 20 W тяга Двигателят е прикачен към модифициран радиоуправляем модел Super Malibu с товароподемност от 1 kg. Най-добрият резултат от пробните полети е продължителност 6 минути, но „мощността едва стига за поддържане на височина и някой и друг лек завой“.

### Морски двигатели
Двигателят на Стърлинг е подходящ за подводни приложения и се използва от военноморските сили в редовна експлоатация. Компании, разработващи такива двигатели, са американската General Motors и шведската United Stirling от Малмьо. Подводницата SAGA (Submarine Assistance Great Autonomy) е произведена през 1990-те с два двигателя на Стърлинг, работещи с дизел и течен кислород. Системата има потенциал и за приложение над водата, тъй като размерът на двигателя не представлява такъв проблем, а разполагането на радиатора в морската вода позволява той да се намали допълнително.
Шведската компания Kockums е произвела 8 подводници с двигател на Стърлинг от 80-те години насам. Този тип двигатели са монтирани на шведските подводни лодки клас Gotland, японските клас Sōryū, немските тип 212 и френските клас Scorpène и доближават бойните способности на дизел-електрическите подводни лодки до тези на ударните атомни подводни лодки, тъй като се избягва нуждата от често плаване на шнорхелна дълбочина всяко денонощие за презареждане на батериите. Това повишава скритостта им и те могат да плават под вода без да изплават до три-четири седмици.
Към 2016 г. официално оповестеният рекорд за постоянно подводно плаване на подводница с неядрено задвижване е на подводницата U32 (тип 212 на Германските ВМС) – 18 денонощия, поставен през 2013 г.

## Отопление и охлаждане
Ако се захрани с механична сила, двигателят на Стърлинг може да функционира като термопомпа за отопление или охлаждане. През втората половина на 1930-те години холандското поделение на Philips успешно внедрява Стърлингов двигател в криогенни уреди. Експериментите са проведени, като е използвана силата на вятъра, а двигателят на Стърлинг е използван като термопомпа за домашно отопление и климатизация.

### Стърлинг охладители
Всеки Стърлинг двигател може да работи на обратно като термопомпа: когато се приложи механична сила, между двата резервоара възниква температурна разлика. Основните механични компоненти на един Стърлинг охладител в сравнение с двигател не се променят, и в двата уреда топлината се придвижва от разширителния съд към компресионния съд. Но за да се движи топлината срещу температурния градиент, трябва да се приложи вътрешна сила, особено когато компресионният съд е по-горещ от разширителния съд. Външната част на разширителния съд може да се изолира температурно, например с вакуумиран кожух. Резултатът е, че топлината се изсмуква от това отделение и отива в компресионния съд. Той ще бъде нагрят до температура, по-висока от околната и по този начин топлината ще бъде отдадена в пространството около съда.
Едно от съвременните приложения е в криогениката за замразяване. При стандартни температури за замразяване, Стърлинг охладителите не са изгодни като цена, в сравнение с охладителните системи с цикъл на Ранкин (Rankine). Въпреки това при температури, по-ниски от -30 °С, охладителните системи Ранкин не са така ефективни, поради липсата на охладителни газове с толкова ниска температура на кипене. Стърлинг охладителите могат да свалят температурата до -200 °С (73 К), което е равносилно на втечняване на въздуха. Двустепенните Стърлинг охладители могат да свалят температурата дори до 20 К, което е равносилно на втечняване на неона и водорода. За такива цели Стърлинг охладителите могат да се конкурират с другите охладителни системи. Стандартният коефициент на представяне е около 0,04 – 0,05, което отговаря на 4 – 5% ефективност.
Първият Стърлинг охладител е произведен от Philips през 1950-те години и първоначално се използва във фабрики за производство на втечнен въздух. През 1990 г. подразделението за охладители Стърлинг се отделя в нова компания, която съществува и до днес и произвежда охладителни системи.
Широка гама от по-малки Стърлинг охладители се използват за различни цели, като например охлаждане на електронни сензори и микропроцесори. За тези цели Стърлинг охладителите са най-ефикасните и най-подходящи охладителни системи, които са познати, поради способността им да свалят температурата до много ниски стойности. Освен това те са тихи, работят без вибрации, могат да се изработят с много малки размери и имат висока надеждност и малка нужда от поддръжка.

### Термопомпи
Термопомпата Стърлинг е много подобна на Стърлинг охладител, като основната разлика е, че обикновено работи при стайна температура.
Термопомпите са най-енергоефективният вид отоплителни системи към днешен ден, защото улавят излишната топлина от околната среда, вместо да превръщат друг вид енергия в топлина. В съответствие с втория закон на термодинамиката термопомпите винаги изискват прилагане на допълнителна външна сила, за да преодолеят температурната разлика и да вкарат топлината вътре в помещението. Механичната сила може да бъде доставена от електромотор или двигател с вътрешно горене.
В сравнение с конвенционалните термопомпи, Стърлинг термопомпите често имат по-висок коефициент на представяне. Към днешна дата Стърлинг системите имат ограничено търговско приложение. За сега основното ѝ приложение е да изпомпва топлина от външната страна на сгради към вътрешната част, като така я отоплява при много ниски разходи за енергия.

### Портативно охлаждане
Стърлинговият охладител без бутало (на английски: Free Piston Stirling Cooler, FPSC) е напълно изолирана отоплителна система, която има само две подвижни части – спусък и подвижна част – и която може да използва хелий като работна течност. Спусъкът обикновено се задвижва от магнитно поле, източник на необходимата енергия за започване на охладителния цикъл. Магнитната сила позволява спусъкът да се движи без допълнителни пломби, уплътнения, пръстени или други системи за херметизация. Доказаните предимства на системата включват подобрена ефективност на охлаждане, по-ниско тегло, по-малък размер и по-добър контрол.
FPSC е изобретен през 1964 г. от Уилям Бийл от Университета в Охайо. Той основава и компанията Sunpower, която проучва и разработва системи за армията, космонавтиката, индустрията и битово приложение. Един такъв охладител, произведен от Sunpower, е използван от НАСА за охлаждане на апаратурата в различни сателити.
Други производители на охладители с FPSC технология са Twinbird Company (Япония) и Global Cooling NV (Нидерландия), които също имат проучвателни центрове в Охайо. Портативният охладител може да работи повече от един ден и да поддържа отрицателни температури, задвижван от автомобилен акумулатор. Други вариации на Twinbird са портативен фризер до минус 80 градуса, смаляващи се охладители, както и един модел за транспортиране на кръв и ваксини.

## Системи с ниска температурна разлика
Един Стърлинг двигател може да работи при всякакви температурни разлики, като например разликата между температурите на околната среда и дланта на ръката или между стайната температура и ледено кубче. През 1990 г. е постигнат рекорд от само 0,5 °C температурна разлика. Обикновено се използва гама-конфигурация за по-голяма опростеност и системата е без регенератор, въпреки че някои части се правят от пяна с цел частична регенерация. Обичайно те работят не под високо налягане, а при близко до атмосферното. Произведената енергия е по-малко от един ват, а самите системи се използват само за демонстрационни цели. Обикновено се продават като играчки. Въпреки това са създавани и доста големи (около 1 m2) системи с ниска температура разлика.

## Други приложения

### Акустична Стърлинг термопомпа
Los Alamos National Laboratory са разработили акустична Стърлинг термо помпа без подвижни части. Тя превръща топлината в силна акустична енергия, която може да бъде използвана директно в акустични охлаждащи устройства, за да осигури охлаждане без подвижни части или да генерира електричество чрез линеен алтернатор.

### Micro CHP
Whisper Gen (Новозеландска компания) е разработила Стърлинг двигател micro CHP (Combined Heat and Power), който може да бъде задвижван от природен газ или дизелово гориво. Подписано е споразумение с испанска фирма за производство на микрочипове, които да станат достъпни за употреба в домашни условия в Европа. Преди известно време E.ON анонсира подобна инициатива за Великобритания. Употребата в домашни условия би могла да бъде за доставка на гореща вода, отопляване на помещения. Този Стърлинг двигател произвежда комбинирана топлина 5,5 kW топлина и 800 W електричество, като консумира само 0,75 l дизелово гориво на час.

### Охлаждане на чипове
MSI Taiwan са разработили миниатюрна система на Стърлинг двигател, която се използва в компютърните чипове. Тя използва излишъка на топлина, за да задвижи вентилатор.

### Обезсоляване
Във всички електроцентрали се отделя излишна топлина, например в една типична АЕЦ две трети от произведената топлинна енергия от реактора е излишна. Въпреки това няма причина тя да не бъде използвана за задвижване на Стърлинг двигатели, например за опресняване на морска вода чрез обратна осмоза. В един Стърлинг двигател излишната топлина има потенциала да се използва и като допълнителен източник на електроенергия.